# Maternité (film, 1934)
Pour les articles homonymes, voir Maternité.
Pour plus de détails, voir Fiche technique et Distribution.
Maternité est un film français réalisé par Jean Choux, sorti en 1935.

## Fiche technique
- Titre : Maternité
- Réalisation : Jean Choux
- Scénario : Jean Choux, d'après la nouvelle de Laurent Vineuil
- Dialogues : Jean Choux
- Photographie : Christian Matras
- Musique : Jacques Ibert
- Société de production : Synchro-Ciné
- Pays d'origine :  France
- Genre : Drame
- Durée : 77 minutes
- Date de sortie : France, 19 avril 1935

## Distribution
- Françoise Rosay : Madame Duchemin
- Félix Oudart : Monsieur Duchemin
- Henri Presles : Jean à 20 ans
- Alain : Jean enfant
- Hella Müller : Marthe
- Thérèse Reignier
- Odette Talazac
- Véra Flory
- Henri Gouget